# Tim Hunkin
Timothy Mark Trelawney Hunkin (Hammersmith, 27 dicembre 1950) è un ingegnere e animatore britannico.
È autore della serie televisiva The Secret Life of Machines trasmessa da Channel 4 in Regno Unito e da Discovery Channel negli Stati Uniti. Il suo fumetto Rudiments of Wisdom è apparso per 15 anni sulle pagine di The Observer e ha collaborato con i Pink Floyd per il In the Flesh Tour.